# اچ‌ام‌اس البمارل (۱۹۱)
اچ‌ام‌اس البمارل (۱۹۱) (به انگلیسی: HMS Albemarle (1901)) یک کشتی بود که طول آن ۴۳۲ فوت (۱۳۲ متر) بود. این کشتی در سال ۱۹۰۱ ساخته شد.